# Стеван Гајић
Стеван Гајић (Београд, 1984) српски је политиколог, научни радник и универзитетски професор. Гајић је научни сарадник Института за европске студије у Београду и професор на Московском државном институту међународних односа (МГИМО), на Катедри за упоредну политикологију.

## Биографија

### Образовање
Рођен је 1984. године у Београду. Дипломирао је 2008. године на Факултету политичких наука Универзитета у Београду, а током основних студија био је на студентској размени на Универзитету Висконсина у Оу Клеру и похађао је Београдску отворену школу. На Школи за словенске и источноевропске студије Универзитетског колегијума у Лондону је 2009. године завршио мастер у области студија средње и источне Европе. Потом је 2010. године завршио мастер студије национализма на Средњоевропском универзитету у Будимпешти.
Докторирао је 2016. године на Факултету политичких наука Универзитета у Београду са дисертацијом „Два виђења будућности Афроамериканаца у Сједињеним Америчким Државама – Фредерик Даглас и Вилијам Де Бојс".
Течно говори енглески и руски језик, а служи се и бугарским.

### Академска каријера
Од 2019. године запослен је као научни сарадник Института за европске студије, а од 2019. године је и професор по позиву на Катедри за упоредну политикологију Московског државног института међународних односа Министарства иностраних послова Русије

## Дела

### На српском језику
- Од роба до грађанина, Catena Mundi, Београд. 2020.  978-86-6343-139-3.

### На руском језику
- Мы из будущего. Сербский взгляд на русское пространство. От Евромайдана до СВО, Наше завтра, Москва. 2023.  978-5-907729-17-9.